# Sekvens (medicin)
Sekvens är inom medicinsk vetenskap en följd av skeenden som på något vis hänger ihop.
Inom biokemi och biologi kan termen användas för att referera till exempelvis ordningsföljden av de olika beståndsdelarna i DNA, RNA eller proteiner.